# ننسی میس
ننسی روت مِیس (متولد ۴ دسامبر ۱۹۷۷) بیزنسوومن، سیاستمدار و نویسنده آمریکایی است که از سال ۲۰۲۱ نماینده حوزه انتخابیه اول کنگره‌ای کارولینای جنوبی در مجلس نمایندگان ایالات متحده است. از سال ۲۰۱۸، میس بعنوان عضوی از مجلس نمایندگان کارولینای جنوبی برای حوزه ۹۹ مشغول بوده‌است. حوزه او هنهن، شمال شرقی ماونت پلزنت و دنیل آیلند، کارولینای جنوبی را در بر می‌گیرد.